# Dendronephthya albogilva
Dendronephthya albogilva är en korallart som beskrevs av Henderson 1909. Dendronephthya albogilva ingår i släktet Dendronephthya och familjen Nephtheidae. Inga underarter finns listade i Catalogue of Life.